# Быховский районный историко-краеведческий музей
Быховский районный историко-краеведческий музей (бел. Быхаўскі раённы гісторыка-краязнаўчы музей)— музей в Быхове, расположенный в здании бывшей мужской гимназии конца XIX — начала XX веков на улице Ленина, 40.

## История
Основан в Быхове решением Бюро ЦК Коммунистической партии Белоруссии от 4 июня 1979 года. Открыт для посетителей 29 июня 1984 года. Основой для его создания стал музей редакции районной газеты «Маяк Приднепровья», который действовал с 22 июня 1970 года на общественных началах. В разные годы музеем руководили И. В. Воробьев, С. М. Божков. С 1990 г. директор Л. М. Буштак.  
В 2002 году музей был вынужден переехать в другое здание по улице Аскаленко, 21а.
С 2010 года директор музея С. Ф. Жижиян. В 2015 году музей получил новое здание (улица Ленина, 40), которое имеет свою богатую историю: в XIX веке здесь была мужская гимназия. В ней в разное время учились: белорусский художник П. И. Хайкин, маршал авиации С. А. Красовский, Герой Советского Союза К. И. Орловский. Позже, в XX веке, здание использовалось как школа №1, после — детский приют. Теперь же в нём расположен районный музей.
С 2016 года музей работает в здании бывшей мужской гимназии конца XIX — начала XX веков по адресу ул. Ленина, 40.

## Экспозиция
Основной фонд музея (2008) насчитывает 5599 единиц хранения, научно-вспомогательный — 1852 единиц. Среди экспонатов материалы по истории Быховского замка, о событиях Северной войны 1700—1721 гг., войны 1812 года, гражданской войны 1918—1920 гг., Великой Отечественной войны и участие в ней земляков, документы, посвященные уроженцу района маршалу авиации С. А. Красовский. Представлены материалы о развитии экономики, медицины, образования, культуры и спорта района, о животный и растительный мир Быховщины. Музей имеет богатые нумизматические, этнографические, археологические (в том числе зубы и фрагменты бивней мамонта, каменные орудия труда) коллекции, собрания живописи, графики, скульптуры. В фондах много мемориальных предметов, принадлежавших известным быховчанам.